# Людовизи
Людовизи (итал. Ludovisi) — итальянский аристократический род из Болоньи, сильно возвысившийся в начале XVII века, когда кардинал Алессандро Людовизи в 1621 году стал папой римским Григорием XV.
Племянник Григория XV — Людовико Людовизи, в 26 лет (1621) стал кардиналом, а его кузен Никколо Альбергати-Людовизи, в 37 лет (1645) также стал кардиналом. В конце XVII века, когда род Людовизи угас в мужском колене, его последняя представительница сочеталась браком с главой болонского же рода Бонкомпаньи. Потомки этого брака носят двойную фамилию Бонкомпаньи-Людовизи.
Свои художественные сокровища (такие, как саркофаг Людовизи, трон Людовизи, античные статуи «Арес Людовизи», «Орест и Пилад» и «Умирающий галл») представители рода хранили в Риме в палаццо Людовизи и на вилле того же имени. Ныне они выставлены в палаццо Альтемпс.